# Buena Vista, Astacinga
Buena Vista är en ort i Mexiko.   Den ligger i kommunen Astacinga och delstaten Veracruz, i den sydöstra delen av landet, 230 km öster om huvudstaden Mexico City. Buena Vista ligger 2 297 meter över havet och antalet invånare är 439.
Terrängen runt Buena Vista är lite bergig, och sluttar österut. Runt Buena Vista är det ganska tätbefolkat, med 93 invånare per kvadratkilometer. Närmaste större samhälle är Zongolica, 15,7 km nordost om Buena Vista. Omgivningarna runt Buena Vista är en mosaik av jordbruksmark och naturlig växtlighet.